# Andréia Albertini
Andréia Albertini (Ribeirão Preto, 9 de janeiro de 1987 – Mauá, 9 de julho de 2009) foi uma acompanhante transgênero brasileira.  Ela ganhou destaque nacional após se envolver em uma polêmica com o ex-jogador de futebol Ronaldo Nazário em abril de 2008. Após esse incidente, ela seguiu uma carreira como atriz em filmes adultos e teatro. Além disso, atuou como dançarina de funk, adotando o nome artístico de Mulher Beringela.
Andréia vivia com o vírus HIV desde 2006 e faleceu aos 22 anos de idade devido a complicações causadas por uma pneumonia.

## Biografia
De origem humilde, Andréia cresceu ao lado de sua mãe, que era dona de casa, e de seus dois irmãos. Aos 12 anos, se assumiu como uma mulher transgênero. Esse processo sempre foi aceito naturalmente por sua família e amigos. No entanto, na escola, enfrentou preconceito e violência devido à sua orientação sexual.
Ainda no início de sua adolescência, Andréia deixou a casa de sua família no interior de São Paulo e mudou-se para o Rio de Janeiro. Lá, encontrou trabalho como acompanhante na região da Barra da Tijuca, devido às dificuldades em conseguir um emprego formal como pessoa trans. Em determinado momento, chegou a viver nas ruas. Com aproximadamente 19 anos contraiu o vírus HIV.
Aos 21 anos, envolveu-se em um polêmico caso com o ex-jogador de futebol Ronaldo, o que lhe trouxe destaque na mídia nacional. A partir desse episódio, expressou a intenção de deixar a vida de acompanhante e dedicar-se a outras oportunidades profissionais. Além disso, realizou cirurgias para implante de próteses de silicone nos seios e planejava passar por uma operação para mudar de sexo.
Andréia faleceu em 9 de julho de 2009, na UTI do Hospital Nardini, na cidade de Mauá, após ter ficado internada por dois dias devido a complicações decorrentes de uma pneumonia.
Antes de seu falecimento, ela começou a escrever um livro autobiográfico no qual revelaria detalhes sobre sua infância, o momento em que assumiu-se travesti e também aspectos de sua vida íntima como acompanhante. No entanto, o livro nunca chegou a ser publicado.
De acordo com seu ex-companheiro, Andréia era torcedora do São Paulo e admiradora da cantora Vanusa, além de ser fã da música italiana.
.

## Carreira profissional
Aos 13 anos, ela começou a trabalhar como acompanhante na cidade do Rio de Janeiro. Em setembro de 2008, a imprensa noticiou que ela optou por não realizar mais programas e dedicar-se a outros projetos profissionais, com o objetivo de mudar sua imagem. Durante o período em que atuou como acompanhante, chegou a fazer até 15 programas diários e se relacionou com anônimos e famosos. Pouco tempo após tornar-se popularmente conhecida, devido à polêmica que protagonizou, ela triplicou o valor de seus serviços como acompanhante.
Em meados de julho de 2008, ela estreou no filme adulto intitulado Andréia Albertini – Ela é um Fenômeno. As filmagens ocorreram em maio do mesmo ano, em um hotel em São Paulo, pela Ícaro Studios, empresa com a qual Andréia fechou contrato para quatro filmes. Todas as cenas do filme foram feitas com o uso de preservativos.
Em julho de 2008, ela estrelou na peça teatral A Estrela sou Eu, onde interpretou o papel de uma travesti que se prostituía nas ruas. Segundo uma entrevista concedida ao portal de notícias Ego, Andréia afirmou que já havia atuado nas companhias Teatro do Oprimido e Telga, da cidade de Mauá.
Em meados de setembro de 2008, ela tornou-se dançarina de funk, assumindo a alcunha de "Mulher Berinjela", e, ao lado de MC Palito, lançou um single parodiando o caso em que se envolveu com um ex-jogador de futebol.
Em maio de 2009, ela foi premiada durante a cerimônia da primeira edição do Erotika Vídeo Awards na categoria "Melhor Boneka", onde também concorreu com o filme Andréia Albertini – Ela é um Fenômeno na categoria "Melhor Filme de Bonekas".

## Polêmicas
Em 28 de abril de 2008, foi uma das três travestis protagonistas de uma polêmica tentativa de extorsão envolvendo, o até então jogador do Milan, Ronaldo, caso este que ganhou destaque na imprensa nacional e internacional, e que em apenas dois dias teve seu conteúdo atribuído em 11 dentre os 20 vídeos mais vistos do Youtube. Na data, Andréia prestou depoimento onde acusou o ex-jogador de não ter pago por um programa feito na madrugada do dia 28, no Motel Papillon na Barra da Tijuca, e de ter consumido drogas junto com ela e as outras duas amigas. Versão a qual desmentiu dias depois, em 6 de maio de 2008, junto de uma de suas colegas envolvidas na polêmica, quando em novo depoimento, este que durou 4 horas, mudaram sua versão sobre a história, inocentando o jogador, negando as acusações anteriores, sobre a prática de sexo e o consumo de drogas, alegando que inventaram a história após não conseguirem receber o dinheiro que pretendiam com a tentativa de extorsão. No depoimento em que o jogador prestou à polícia, o mesmo disse que só identificou que as três não eram mulheres apenas no motel, fato esse já havia apontado por Andréia em seu primeiro depoimento, e que havia lhes pago uma quantia em dinheiro para poder ir embora, mas que Andréia passou a exigir uma quantia de 50 mil reais para não levar o caso à imprensa. Andréia foi criticada pela Astra RJ, Associação de Travestis, Transexuais e Transgêneros, por ter quebrado uma cláusula de o sigilo sobre os clientes, cláusula essa importante dentre as profissionais do sexo, e mais tarde então foi denunciada pelo Ministério Público por tentativa de extorsão, este que pediu a extinção do processo de extorsão ao jogador após a morte de Andréia em julho de 2009. Um ano após o ocorrido, a história protagonizada por Andréia virou um best-seller na literatura de cordel. A obra escrita por João Peron, necessitou passar por sete reimpressões para atender a demanda, atingindo a marca de 8.000 cópias impressas.
No dia 29 de abril de 2008, após participar do programa A Tarde é Sua, programa da Rede TV, onde revelou detalhes sobre o caso envolvendo o ex-jogador da seleção brasileira, Andréia foi abordada pelos repórteres do programa Pânico na TV, Vesgo, fantasiado de Milene Domingues, e Silvio, fantasiado de Ronaldo, este lhe perguntou se sairia com ele por R$ 50 mil reais. Irritada com a pergunta, Andréia que já havia declarado que não gravaria com o programa Pânico, acabou quebrando equipamentos e parte da estrutura da sede da emissora, incluindo câmeras em HD com valor estimados em 25 mil reais cada. Após o incidente, Andréia condicionou cumprir sua participação nos programas Bom Dia Mulher e Superpop mediante a assinatura de um termo no qual a emissora se comprometeria a não exibir as imagens da confusão com a equipe do Pânico, porém a produção da TV se negou e chamou a Guarda Municipal, para removê-la do local, sob a acusação de invasão de propriedade privada, e também uma ambulância, para atendê-la e tratar de seus ferimentos ocasionados durante a confusão. Na ocasião Andréia acusou a emissora de coagi-la.
Na madrugada de 24 de julho de 2008, foi encaminhada junto a uma outra amiga travesti ao 1.º Plantão Policial, em sua cidade natal, Ribeirão Preto, após trocar agressão com um médico em uma avenida movimentada da cidade. Nos depoimentos prestados para a elaboração do boletim de ocorrência, Andréia e o médico apresentaram diferentes versões sobre o caso. Andréia e sua colega, em depoimento aos policiais, mencionaram que o médico havia feito a proposta para um programa, e após levá-las para um drive-in, anunciou que só pagaria o serviço contratado se pudesse ser o passivo na relação, e que ambas não aceitaram tal condição. Então, o médico as levou de volta para o centro da cidade e lá desferiu um soco em uma das travestis, dando início à troca de agressões. Na versão apresentada pela contraparte, o médico disse ter chamado a policia após ter sido vítima de agressão e tentativa de assalto pela dupla. Segundo ele, estacionou seu carro na via para prestar socorro à dupla, quando avistou uma delas sentada com a mão no rosto, enquanto a segunda acenava para os carros que passavam. Na ocasião, Andreia assinou um termo circunstanciado de lesão corporal dolosa mútua.
Em 15 de setembro de 2008, foi encaminhada à delegacia após envolver-se em uma briga com um homem que lhe acusou de roubo em Copacabana. Segundo a delegada que atendeu o caso, ambos apresentaram versões distintas em seus depoimentos. O homem envolvido no caso, afirmou em seu depoimento que apenas observava Andréia, e que a mesma ficou incomodada, e que lhe xingou e começou a agredi-lo. O homem sofreu danos materiais e apresentava lesões corporais na região do pescoço. Andréia negou as acusações, e em seu depoimento afirmou que transitava em direção ao dentista quando foi ofendida pelo rapaz, e reagiu à abordagem, tendo um pedaço do seu aplique arrancado durante a briga. Ambos foram autuados por lesão corporal mútua.
Na manhã de 2 de outubro de 2008, o apartamento no qual morava em Copacabana a quatro meses, com uma colega, também travesti, incendiou. Segundo testemunhas que presenciaram o fato, a colega de Andréia, Luisa Campbell, nome artístico de Luiz Antônio de Oliveira, não conseguiu escapar do fogo, e antes da chegada do socorro se jogou pela janela do 10.º andar, após se assustar com uma explosão causada pelo incêndio. Luisa morreu devido à queda. Segundo o advogado de Andréia, ela não estava no local do acidente, pois por motivos profissionais, havia se mudado um dia antes para outro apartamento no mesmo prédio, mas que ao perceber o incêndio tentou ajudar a ex-colega buscando água para cessar as chamas. Informações apuradas pela Polícia Civil, apontam que a pericia feita no local apresentou que o incêndio pode ter sido provocado por um cigarro. Foi evidenciado que a vítima fatal era fumante, e que possivelmente teria adormecido e deixado cair o cigarro sobre o colchão, local onde o fogo teria iniciado, já que a cama estava queimada e não haviam sinais de curto circuito.

## Morte
Após ser encontrada sem forças pela proprietária de um flat, onde residia há dois meses na cidade de São Paulo, ela foi resgatada por sua mãe e seu pai de criação e levada para Mauá, na Região do Grande ABC, em São Paulo. Dois dias depois, ela sofreu uma convulsão na casa de sua mãe e foi encaminhada para o hospital já em coma. No hospital, o médico que acompanhou o caso informou à família que a situação era delicada e que, caso ela sobrevivesse, viveria em estado vegetativo. Andréia faleceu em 9 de julho de 2009, após passar dois dias internada no Hospital Nardini, na cidade de Mauá, devido a complicações causadas por pneumonia e meningite. Foi enterrada na manhã seguinte após sua morte no Cemitério Santa Lídia, também em Mauá. Seu atestado de óbito indicou coma neurotoxiplasmose síndrome imunodeficiência adquirida como a causa da morte.

## Prêmios
| Ano  | Prêmio               | Categoria     | Resultado |
| ---- | -------------------- | ------------- | --------- |
| 2009 | Erotika Video Awards | Melhor Boneka | Venceu    |